# Österreichischer Ehrenpreis
Der Österreichische Ehrenpreis (Veronica austriaca) ist eine Pflanzenart in der Familie der Wegerichgewächse (Plantaginaceae). 

## Beschreibung

### Vegetative Merkmale
Der Österreichische Ehrenpreis wächst als ausdauernde krautige Pflanze, die Wuchshöhen von meist 15 bis 25, selten bis zu 50 Zentimetern erreicht. Die aufrechten oder zumindest bogig aufsteigenden Stängel sind stielrund und ringsum behaart. Die Pflanze ist drüsenlos und bildet keine Ausläufer. 
Die Stängelblätter sind lanzettlich, sitzend oder kurz gestielt, fast ganzrandig bis fiederspaltig sowie wenig behaart. Dabei sind zumindest die meisten Stängelblätter oberhalb der Blütenstände linealisch und meist ganzrandig. Der Blattrand ist deutlich nach unten umgerollt. Die mittleren und unteren Laubblätter sind bei einer Breite von 3 bis 10 (bis zu 15) Millimetern breit linealisch-lanzettlich. Der Rand ist oft leicht umgerollt.

### Generative Merkmale
Die Blütezeit reicht von Mai bis Juni. Die lang gestielten, traubigen Blütenstände besitzen keine Tragblätter.
Die zwittrigen Blüten sind fünfzählig. Der behaarte Kelch ist fünfteilig, der hintere (= obere) Zipfel ist dabei kleiner als die übrigen. Die dunkel azurblaue und dunkel gestreifte Krone besitzt einen Durchmesser von meist 10 bis 15 (8 bis 18) Millimeter. Der Schlund ist weiß. Der Griffel ist 4 bis 5 Millimeter lang. Die behaarte Kapselfrucht ist spitzwinklig ausgerandet und wenig abgeflacht.
Die Chromosomenzahl beträgt 2n = 64 oder 48.

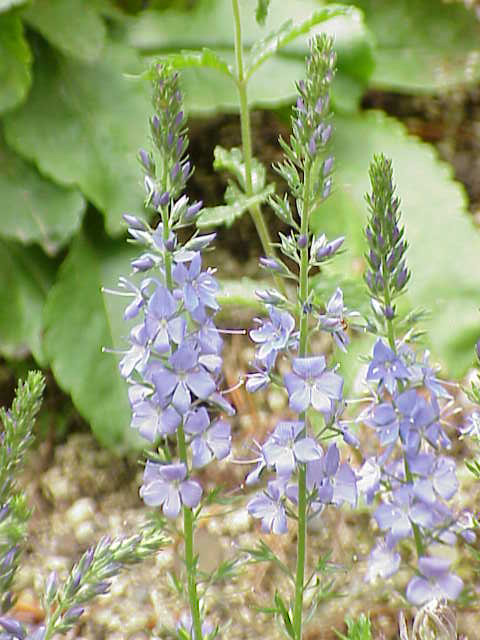
Blütenstände des Österreichischen Ehrenpreis (Veronica austriaca subsp. austriaca)

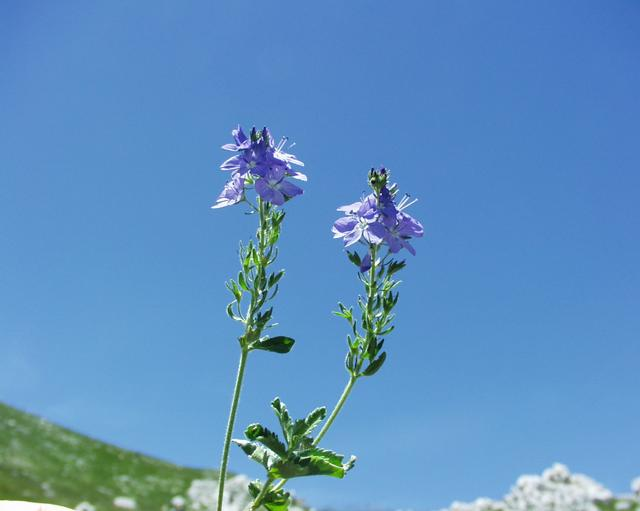
Blütenstände von Veronica austriaca subsp. vahlii

## Systematik und Verbreitung
Die Erstveröffentlichung von Veronica austriaca erfolgte durch Carl von Linné. Synonyme für Veronica austriaca L. sind: Veronica latifolia L., Veronica maxima Mill.
Manche Autoren unterscheiden folgende Unterarten:
- Veronica austriaca L. subsp. austriaca (Syn.: Veronica austriaca subsp. orbiculata (A.Kern.) K.Malý, Veronica teucrium subsp. austriaca (L.) Arcang.): Verbreitung siehe oben unter Vorkommen dieser Unterart.[2][3]
- Veronica austriaca subsp. dentata (F.W.Schmidt) Watzl (Syn.: Veronica dentata F.W.Schmidt, Veronica teucrium subsp. dentata (F.W.Schmidt) P.Fourn.): Sie kommt in Mittel- und in Südosteuropa sowie in der Türkei vor.[2]
- Jacquins Ehrenpreis (Veronica austriaca subsp. jacquinii (Baumg.) Eb. Fisch.; wird von manchen Autoren auch als eigene Art angesehen: Veronica jacquinii Baumg.): Sie kommt in Deutschland vor und hat die Chromosomenzahl 2n = 48.[2][1][4]
- Veronica austriaca subsp. neiceffii (Degen) Peev: Sie kommt in Bulgarien vor.[2]
- Veronica austriaca subsp. tenuifolia (Asso) O.Bolòs & Vigo: Sie kommt in Spanien vor.[2]
- Veronica austriaca subsp. tenuissima Degen & Dren.: Sie kommt in Bulgarien vor.[2]
- Großer Ehrenpreis (Veronica austriaca subsp. teucrium (L.) D.A.Webb, Syn.: Veronica crinita Kit., Veronica teucrium L. subsp. teucrium, Veronica teucrium subsp. crinita (Kit.) Velen., Veronica teucrium subsp. pseudochamaedrys (Jacq.) Nyman; wird von manchen Autoren auch als eigene Art angesehen: Veronica teucrium L.): Sie kommt in Mitteleuropa, in Südeuropa und in der Türkei vor.[2]
- Orsini-Ehrenpreis (Veronica austriaca subsp. vahlii (Gaudin) D.A.Webb; Syn.: Veronica teucrium subsp. vahlii Gaudin, Veronica teucrium subsp. orsiniana (Ten.) Watzl, Veronica orsiniana Ten.): Sie kommt in Spanien, in Frankreich, Italien, Griechenland, Belgien, Deutschland und im früheren Jugoslawien vor.[2][5]
- Veronica austriaca subsp. virescens (Velen.) Peev: Sie kommt in Bulgarien vor.[2]

### Vorkommen vonVeronica austriacasubsp.austriaca
In Österreich kommt Veronica austriaca L. subsp. austriaca im pannonischen Gebiet zerstreut bis selten vor, ansonsten sehr selten. Der Österreichische Ehrenpreis kommt in Wien, Niederösterreich, Burgenland, Steiermark und Südost-Kärnten vor, in Oberösterreich ist er ausgestorben. Er ist als gefährdet eingestuft, im Alpenraum stark gefährdet.
Der Österreichische Ehrenpreis kommt auf mäßig tiefgründigen Trockenrasen, in Eichenwaldsäumen und Schwarzföhrenwäldern vor. Er ist kalkhold und wächst von der collinen bis zur submontanen Höhenstufe. Er kommt in Mitteleuropa in Gesellschaften der Klasse Festuco-Brometea vor, aber auch in denen des Verbandes Geranion sanguinei.